# هربرت تشارلز براون
هربرت تشارلز براون (بالإنجليزية: Herbert Charles Brown)‏ هو موظف مدني أسترالي، ولد في 1874، وتوفي في 1940.